# Грабровець (Метлика)
Грабровець (словен. Grabrovec) — поселення в общині Метлика, регіон Південно-Східна Словенія, Словенія.